# Кюхельбекерская (станция)
Кюхельбе́керская — станция Северобайкальского региона Восточно-Сибирской железной дороги на Байкало-Амурской магистрали (1315 километр).
Первоначально станция называлась Янчукан и была переименована в конце 1980-х годов.
Находится в посёлке городского типа Янчукан Северо-Байкальского района Республики Бурятия. Связана пригородным сообщением с городом Северобайкальском.
Станцию строили армянские строители из треста «АрмБАМстрой», поэтому в  оформлении вокзала использованы мотивы армянской архитектуры: аркада, подражающая постройкам V–VII веков и вертикальные членения фасадов. Здание облицовано светлым вулканическим туфом, характерным для построек Армении.

## Дальнее следование по станции

### Круглогодичное движение поездов
| № поезда | Маршрут движения   | № поезда | Маршрут движения   |
| -------- | ------------------ | -------- | ------------------ |
| 75       | Нерюнгри — Москва  | 76       | Москва — Нерюнгри  |
| 97       | Тында — Кисловодск | 98       | Кисловодск — Тында |

### Сезонное движение поездов
| № поезда | Маршрут движения | № поезда | Маршрут движения |
| -------- | ---------------- | -------- | ---------------- |
| 235      | Тында — Анапа    | 236      | Анапа — Тында    |

## Пригородное сообщение по станции
| № поезда | Маршрут движения                  | № поезда | Маршрут движения                  |
| -------- | --------------------------------- | -------- | --------------------------------- |
| 6375     | Кюхельбекерская — Северобайкальск | 6376     | Северобайкальск — Кюхельбекерская |